# I contrabbandieri
I contrabbandieri (The Man Within) è un film britannico del 1947 diretto da Bernard Knowles.
Il film è un adattamento basato dal libro omonimo (The Man Within) di Graham Greene del 1929.